# Rodrigo Gudiño
Rodrigo Gudiño és un director i editor de cinema canadenc-mexicà, conegut per ser el fundador de la revista i companyia de terror Rue Morgue. Actualment exerceix de president de la companyia i també ajuda a coordinar i programar diversos dels festivals i esdeveniments que Rue Morgue celebra o patrocina. Gudiño va treballar anteriorment com a editor en cap de la revista abans de deixar el càrrec per centrar-se a fer pel·lícules. His short films were collected into the DVD Curious Stories, Crooked Symbols in 2009.
Gudiño va néixer a San Diego, Califòrnia i es va traslladar a Tijuana de jovenet. Va començar a crear pel·lícules l'any 2006 amb el curt The Eyes of Edward James i va veure el cineasta Alejandro Jodorowsky com una influència en el seu treball. Gudiño també ha afirmat que la seva educació Catòlica també va influir. el seu treball, i ha remarcat que va començar la seva direcció amb curtmetratges llançats directament als circuits de festivals de cinema perquè volia "[desenvolupar] les seves habilitats des d'un punt de vista artístic" abans de passar als llargmetratges.

## Filmografia

### Curtmetratges
- The Eyes of Edward James (2006)[5]
- The Demonology of Desire (2007)[6]
- The Facts in the Case of Mister Hollow (2008, amb Vincent Marcone)

#### Col·leccions
- Curious Stories, Crooked Symbols (2009, collects his three short films)[7][8][9]

### Llargmetratges
- The Last Will and Testament of Rosalind Leigh (2012)[10]
- The Breach (2022)[11]

### Televisió
- Darknet (2014, un episodi)[12][13]

### Entrevistes
- Why Horror? (2014, com ell mateix)[14]